# Штайр
Штайр (нем. Steyr) — старинный город в Австрии, в федеральной земле Верхняя Австрия. Город расположен на берегу реки Энс при впадении в неё небольшой реки Штайр.
Площадь города составляет 26,56 км², население — 37 952 человека (1 января 2021), плотность населения — 1433 чел./км²

## История

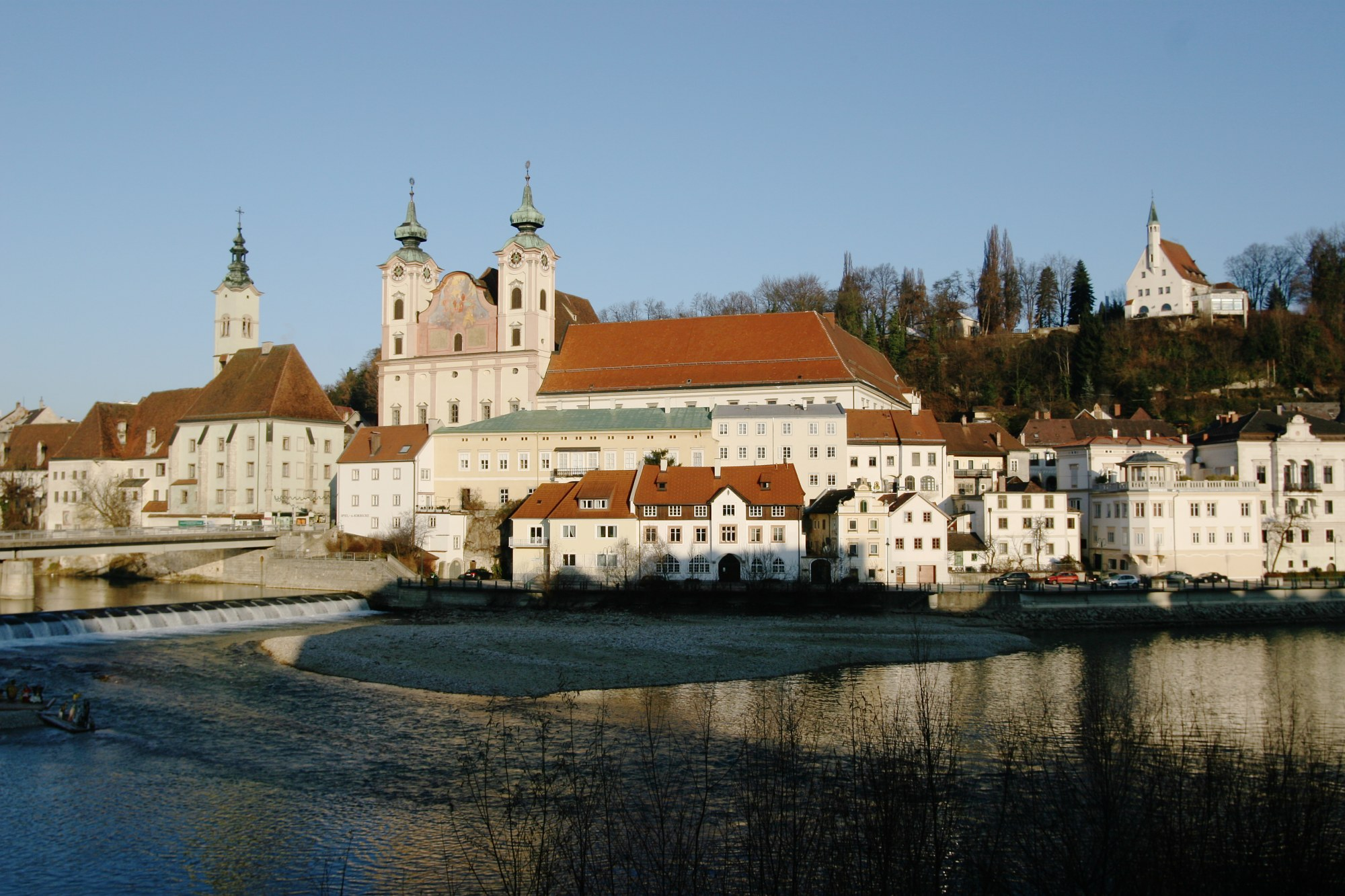
Церковь Св. Михаэля на берегу Энса

Первое упоминание о Штайре относится к 980 году. В то время городом и всей долиной Энса владел род Траунгау. В 1056 году Отакар I Траунгау стал маркграфом Карантанской марки, которая вскоре, по названию родового города правящей династии, стала называться Штирией. После прекращения династии Траунгау в 1186 году. Штирия вместе со Штайром перешла во владение австрийских герцогов из дома Бабенбергов, а с 1278 году — Габсбургов. Альбрехт I в 1287 году даровал Штайру городское право. После раздела габсбургских земель в 1379 году Штайр перешёл к австрийской линии династии, что привело к его отделению от Штирии и включению в состав Австрийского герцогства (позднее — коронная земля Верхняя Австрия). В 1525 году в городе побывал Мартин Лютер, после чего Штайр стал одним из центров Реформации в австрийских землях. В XVI веке город сильно пострадал в ходе Тридцатилетней войны. В 1805 году здесь расположилась лагерем армия Наполеона.
В 1934 году Штайр стал одним из мест жестокого противостояния между партиями социал-демократов и христианских социалистов в ходе гражданской войны в Австрии, чей конфликт привёл к власти нацистов и облегчил последующий аншлюс Австрии в 1938 году. В годы Второй мировой войны в Штайре располагалось несколько заводов по производству вооружения и военной техники. Это привело к тому, что город подвергся массированной бомбардировке со стороны войск союзников. В мае 1945 года в Штайре состоялась встреча наступающих с востока частей Красной Армии и 761-го танкового батальона армии США. С 1945 по 1955 год город находился под оккупацией, причём он, как и Берлин, был разделён на две зоны — советскую и американскую. Граница проходила по реке Энс. В 1955 году Австрия была провозглашена нейтральной страной и оккупационные войска покинули Штайр.
В разное время в городе жили Франц Шуберт, Антон Брукнер. Учился Адольф Гитлер. В 2002 году город сильно пострадал от наводнения, однако к настоящему времени восстановительные работы уже завершились.

## Экономика
В средние века Штайр стал одним из крупных центров черной металлургии.
В 1864 году в Штайре фабрикантом Йозефом Верндлем была создана оружейная фабрика Österreichische Waffenfabriks AG, которая вскоре стала одним из крупнейших производителей стрелкового вооружения в мире. Винтовка Манлихера стала стандартным вооружением австро-венгерской армии. В настоящее время эта фирма под названием Steyr Mannlicher GmbH & CO.KG занимается производством охотничьего оружия, снайперских винтовок и автомата Steyr AUG.
В настоящее время в Штайре находятся предприятия таких крупных компаний, как BMW (производство дизельных моторов), MAN AG (грузовые автомобили), Profactor. В экономике большую роль играет электронная промышленность, производство медицинской техники и сектор услуг.

## Достопримечательности

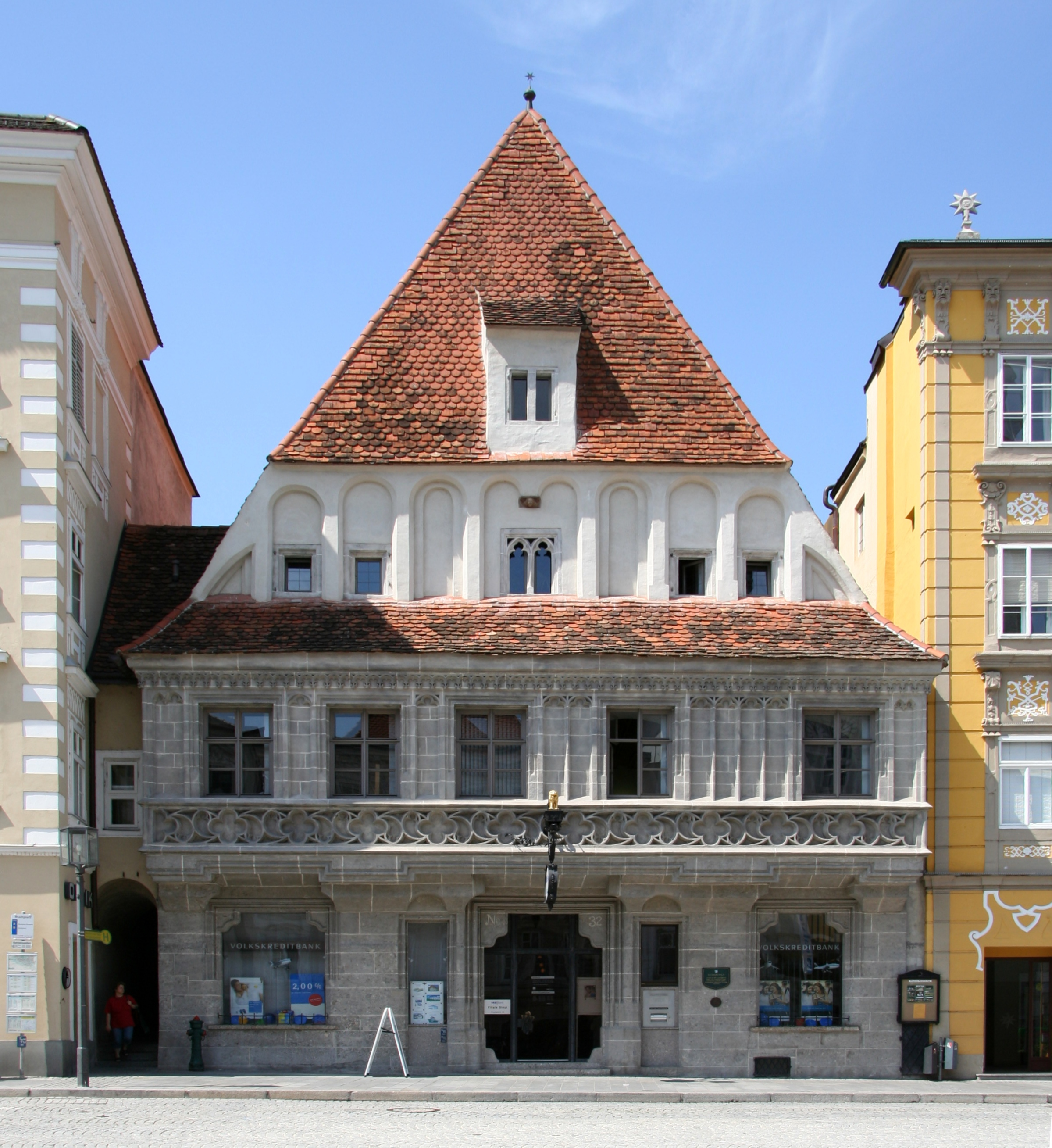
Буммерлхауз в Штайре

В 1980 году Штайр отметил своё тысячелетие. К этой дате исторический центр города был полностью отреставрирован, что сделало Штайр одним из наиболее хорошо сохранившихся старинных городов Австрии. Среди достопримечательностей особенно выделяется центральная городская площадь Штадтплатц с находящимся на ней готическим зданием Буммерлхауза, которое считается одним из символом Штайра. На возвышении у слияния рек Штайр и Энс расположен бабенбергский замок Ламберг и церковь Св. Михаэля.

## Города-побратимы
Городами-побратимами Штайра являются:
- Вифлеем, Государство Палестина
- Айзенерц, Австрия
- Кеттеринг, США
- Плауэн, Германия
- Сан-Бенедетто-дель-Тронто, Италия

## Население
| Год  | Численность |
| ---- | ----------- |
| 1869 | 16593       |
| 1889 | 21054       |
| 1890 | 26139       |
| 1900 | 22272       |
| 1910 | 22205       |
| 1923 | 27200       |
| 1934 | 25351       |
| 1939 | 31017       |
| 1951 | 36818       |
| 1961 | 38306       |
| 1971 | 40822       |
| 1981 | 38942       |
| 1991 | 39337       |
| 2001 | 39340       |
| 2011 | 38205       |
| 2021 | 37952       |

## Политическая ситуация
Бургомистр коммуны — Дафид Форстенлехнер (СДПА) по результатам выборов 2003 года.
Совет представителей коммуны (нем. Gemeinderat) состоит из 36 мест.
- СДПА занимает 23 места.
- АНП занимает 6 мест.
- АПС занимает 3 места.
- Зелёные занимают 3 места.
- местный список: 1 место.

## Персоналии
- Верндл, Йозеф (1831—1889) — австрийский промышленник, изобретатель и производитель стрелкового оружия.
- Шоссер, Антон (1801—1849) — австрийский поэт.